# Prokljuvani (Čazma)
Prokljuvani je naselje u Republici Hrvatskoj, u sastavu Grada Čazme, Bjelovarsko-bilogorska županija. 

## Stanovništvo
Prema popisu stanovništva iz 2001. godine, naselje je imalo 48 stanovnika te 16 obiteljskih kućanstava.

Prema popisu stanovništva 2011. godine naselje je imalo 49 stanovnika.
| broj stanovnika | 136   | 153   | 121   | 136   | 169   | 149   | 145   | 159   | 151   | 143   | 127   | 121   | 73    | 44    | 48    | 49    | 41    |
|                 | 1857. | 1869. | 1880. | 1890. | 1900. | 1910. | 1921. | 1931. | 1948. | 1953. | 1961. | 1971. | 1981. | 1991. | 2001. | 2011. | 2021. |